# Gran Premio Ciudad de Valladolid
Il Gran Premio Ciudad de Valladolid (it. Gran Premio della Città di Valladolid) è una corsa in linea femminile di ciclismo su strada, disputata nel comune di Valladolid (Spagna), in giugno. Creata nel 2010, è stata subito inserita nel calendario della Coppa del mondo di ciclismo su strada femminile.
La vittoria nella prima edizione è andata alla tedesca Charlotte Becker della Cervélo TestTeam Women.

## Albo d'oro
Aggiornato all'edizione 2011.
| Anno | Vincitrice       | Seconda          | Terza                |
| ---- | ---------------- | ---------------- | -------------------- |
| 2010 | Charlotte Becker | Judith Arndt     | Annemiek van Vleuten |
| 2011 | Marianne Vos     | Rossella Callovi | Emma Johansson       |
| 2012 | non disputata    | non disputata    | non disputata        |